# مرشدو جماعة الإخوان المسلمين
مرشدو جماعة الإخوان المسلمين هم رؤساء جماعة الإخوان المسلمين منذ أن أنشأها حسن البنا عام 1928 م إثر سقوط الخلافة الإسلامية وذلك لتجميع جهود المسلمين لاسترجاع الخلافة الإسلامية وعودة جماعة المسلمين إلى سابق عهدها وأستاذية العالم،[ما هي؟]
وتنتشر الجماعة في أكثر من سبعين بلدا ويرأس الجماعة في كل بلد مراقبٌ عامٌ ويرأس الجماعة على المستوى العالمي المرشد العام الذي ينتخبه مجلس شورى الجماعة على أن يكون من مصر، وفق ما تنص عليه اللائحة الداخلية لجماعة الإخوان المسلمين.

## المرشد العام

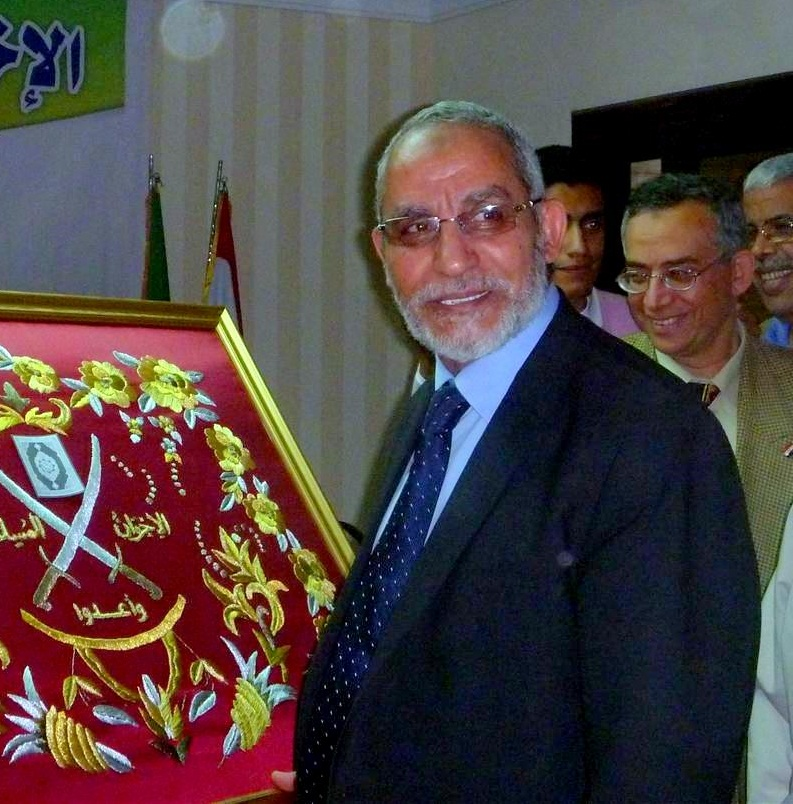
محمد بديع المرشد العام للإخوان المسلمين من سنة 2010.

يُنتخب المرشد العام عن طريق مجلس الشورى العام ويجب أن يكون قد مضى على انتظامه في الجماعة أخاً عاملا مدة لا تقل عن خمس عشرة سنة هلالية ولا يقل عمره عن أربعين سنةً هلاليةً، وبعد انتخابه يبايعه أعضاء الجماعة وعليه التفرغ تماما لمهام منصبه للعمل بالجماعة، فلا يصح له المشاركة في أي أعمال أخرى عدا الأعمال العلمية والأدبية بعد موافقة مكتب الإرشاد عليها، ويظل المرشد في منصبه لمدة ست سنوات، قابلة للتجديد مرة واحدة، ويختار المرشد العام نائبا له أو أكثر من بين أعضاء مكتب الإرشاد العام، وفي حالة وفاته أو عجزه عن تأدية مهامه، يقوم نائبه بعمله إلى أن يجتمع مجلس الشورى العام لانتخاب مرشد جديد، وكذلك يمكن لمجلس الشورى العام ان ينحي المرشد إذا خالف واجبات منصبه.
غير أن انتخاب المرشد، بحسب الإخوان، لا يتم أحيانا إلا بواسطة أعضاء مكتب الإرشاد لسبب احترازات أمنية تحول دون اجتماع مجلس الشورى العام، حيث قامت قوات الأمن المصرية في عام 1995م أثناء اجتماعه بالقبض على غالبية المشاركين فيه، وتم تحويلهم إلى محاكمات عسكرية حكمت على كثيرين منهم بالسجن مددا تتراوح من ثلاث إلى خمس سنوات.

## مرشدو جماعة الإخوان المسلمين
| م  | اسم المرشد                                              | الصورة | فترة الارشاد   | ملاحظات                                              |
| -- | ------------------------------------------------------- | ------ | -------------- | ---------------------------------------------------- |
| 1  | حسن البنا (المؤسس)                                      |        | 1928 - 1949    | توفي سنة 1949                                        |
| 2  | حسن الهضيبي                                             |        | 1949 - 1973    | توفي سنة 1973                                        |
| 3  | عمر التلمساني                                           |        | 1973 - 1986    | توفي سنة 1986                                        |
| 4  | محمد حامد أبو النصر                                     |        | 1986 - 1996    | توفي سنة 1996                                        |
| 5  | مصطفى مشهور                                             |        | 1996 - 2002    | توفي سنة 2002                                        |
| 6  | محمد مأمون الهضيبي                                      |        | 2002 - 2004    | توفي سنة 2004                                        |
| 7  | محمد مهدي عاكف                                          |        | 2004 - 2010    | توفي سنة 2017                                        |
| 8  | محمد بديع                                               |        | 2010 - لا يزال | سجين في أحد المعتقلات المصرية ( سجن ملحق مزرعة طرة ) |
| 9  | محمود عزت (قائم بأعمال المرشد)                          |        | 2013 - 2020    | سجين في أحد المعتقلات المصرية منذ 2020               |
| 10 | إبراهيم منير (قائم بأعمال المرشد)                       |        | 2020 - 2021    | توفي سنة 2022عن عمر(85 سنة) لندن                     |
| 11 | لجنة مؤقتة يمثلها مصطفى طلبة (لجنة قائمة بأعمال المرشد) |        | 2021 - الآن    |                                                      |

## وصلات خارجية
- كتاب: مائة موقف من حياة المرشدين لجماعة الإخوان المسلمين ، محمد عبد الحليم حامد